# Mikolajivi repülőtér
A Mikolajivi repülőtér (IATA: NLV, ICAO: UKON) Ukrajna egyik nemzetközi repülőtere, amely Mikolajiv közelében található. Éves utasforgalma 256 fő .

## Futópályák
A repülőtér futópályái:
- 04/22 (2572 m, 42 m, aszfalt)

## Forgalom
Az utasforgalom az elmúlt években az alábbi módon változott:
| Utasok száma | 18 500 | 229  | 256  | 22 700 | 29 696 |
|              | 2011   | 2012 | 2018 | 2019   | 2021   |